# Barleria lanceata
Barleria lanceata là một loài thực vật có hoa trong họ Ô rô. Loài này được (Forssk.) C.Chr. mô tả khoa học đầu tiên năm 1922.